# Tocino de cielo
Le tocino de cielo (littéralement « lard du ciel »), ou tocinillo de cielo en portion individuelle, est un dessert espagnol, emblématique de la cuisine andalouse et des Asturies. Proche du flan, il est composé de sucre, d'eau et de jaunes d’œufs. Au Portugal, il porte le nom de toucinho do céu.

## Origine
La tradition espagnole situe son origine en Andalousie, dans la ville de Jerez de la Frontera (ou Xérès en français). À l'époque où la clarification du vin de Xérès nécessitait de grandes quantités de blancs d’œufs, les religieuses du couvent de la ville (convento de espiritu santo) auraient mis au point cette recette pour utiliser les jaunes d’œufs restants. Son nom, tocino de cielo, lui viendrait de sa texture rappelant celle du lard (tocino) et de son invention par les sœurs du couvent (d'où la référence religieuse de cielo).
En 2015, la mairie de Jerez de la Frontera a entamé des démarches pour obtenir une denominación de origen (équivalent espagnol de l’appellation d'origine contrôlée) pour le tocino de cielo de Jerez.

## Recette
Le tocino de cielo se présente généralement sous la forme d'un carré d'environ 4 cm de large et de 2 cm d'épaisseur. La recette de base consiste à faire cuire au bain-marie un sirop (eau et sucre) mélangé à des jaunes d’œufs. On le nappe traditionnellement de caramel. Il y est couramment ajouté un peu de blanc d’œuf (un blanc pour dix-huit jaunes) afin d’alléger la texture. Les pâtisseries espagnoles le proposent aujourd'hui décliné dans de nombreux parfums : citron, orange, café, touron, etc.